# Ron Faust
Ron Faust, ursprungligen Tintacs, var ett svenskt popband från Vaxholm.
Tintacs, som var aktivt i slutet av 1960-talet, bestod av medlemmarna Bo Anders Larsson (sång, gitarr), Gunder Lindwall (gitarr), Lorne de Wolfe (gitarr, bas, keyboards, sång) och Lynn de Wolfe (keyboards, trummor). Bandet gav ut två singlar på skivbolaget Amigo, men därefter slutade Lindwall och man bytte då namn till Ron Faust. Under detta namn utkom ytterligare en singel, nu på skivbolaget MNW, som grundats av bland andra Bo Anders Larsson och Lorne de Wolfe. Larsson blev ljudtekniker på detta bolag som även gav ut hans soloskivor under artistnamnet Scorpion, medan Lorne de Wolfe senare spelade i Contact, Vargen och Hansson de Wolfe United. 

## Diskografi
- 1968 – Love Bring the Night and the Day/Mention your Intention (Tintacs, singel, Amigo AMS 114)
- 1969 – I'm Gonna Knock on your Door/There's an Old Man Outside the Door (Tintacs, singel, Amigo AMS 129)
- 1969 – I Wanna Hold You/I Keep on Moving (singel, MNW 03S)